# معادلة أبيل العامة لكثيرات الحدود
في الرياضيات، يمكن اعتبار متتالية متعددات حدود {\displaystyle \{p_{n}(z)\}} نوعا من معادلة أبيل العامة لكثيرات الحدود إذا كانت الدالة المولدة كثيرة الحدود بالشكل التالي:
{\displaystyle K(z,w)=A(w)\Psi (zg(w))=\sum _{n=0}^{\infty }p_{n}(z)w^{n}}
حيث تكوين دالة التكوين أو كيرنيل {\displaystyle K(z,w)} مكونه من السلسلة التالية:
{\displaystyle A(w)=\sum _{n=0}^{\infty }a_{n}w^{n}\quad } with {\displaystyle a_{0}\neq 0}
و
{\displaystyle \Psi (t)=\sum _{n=0}^{\infty }\Psi _{n}t^{n}\quad } and all {\displaystyle \Psi _{n}\neq 0}
و
{\displaystyle g(w)=\sum _{n=1}^{\infty }g_{n}w^{n}\quad } with {\displaystyle g_{1}\neq 0.}
وفقا للمعادلات السابقة، ليس من الصعب استنتاج {\displaystyle p_{n}(z)} معادلة كثيرة الحدود من الدرجة {\displaystyle n}.
تعتبر متعددة الحدود بواس- باك فئة عامة أكثر قليلاً من كثيرات الحدود.

## حالات خاصة
- إذا كان {\displaystyle g(w)=w} تصبح المعادلة هي معادلة برنكي متعددة الحدود.
- إذا كان {\displaystyle \Psi (t)=e^{t}} تصبح معادلة هي معادلة نيوتن متعددة الحدود.
- إذا كان {\displaystyle g(w)=w} و {\displaystyle \Psi (t)=e^{t}} تصبح المعادلة هي معادلة أبيل متعددة الحدود.

## التمثيل الصريح
يمكن تمثيل معادلة أبيل كثيرة الحدود بالمعادلة التالية:
{\displaystyle p_{n}(z)=\sum _{k=0}^{n}z^{k}\Psi _{k}h_{k}.}
حيث:
{\displaystyle h_{k}=\sum _{P}a_{j_{0}}g_{j_{1}}g_{j_{2}}\cdots g_{j_{k}}}
بما أن:
{\displaystyle j_{0}+j_{1}+\cdots +j_{k}=n.\,}
إذا:
{\displaystyle p_{n}(z)=\sum _{k=0}^{n}{\frac {a_{n-k}z^{k}}{k!}}.}

## وصلات خارجية
- معادلة أبيل العامة لكثيرات الحدود.
- شرح معادلة أبيل العامة لكثيرات الحدود- أكاديمية خان